# Pierre-Paul de Pommayrac

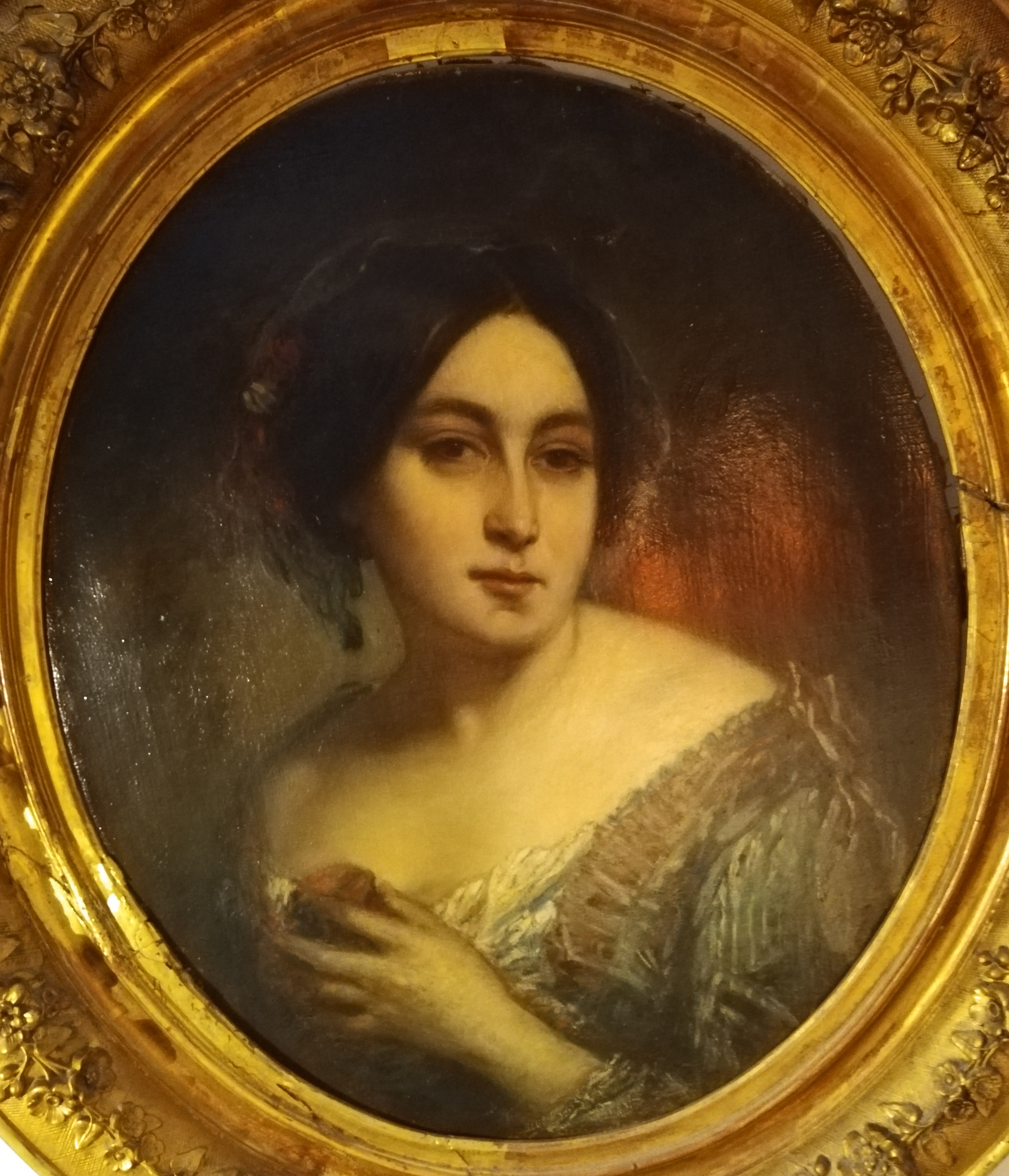
Portrait de Marie Roze, 22 ans

Pierre-Paul Emmanuel de Pommayrac, né à Mayagüez (Porto-Rico) le 25 avril 1807 et mort à Paris le 10 juillet 1880, est un peintre et miniaturiste français.
Il est connu pour ses peintures sur ivoire.

## Biographie
Fils du médecin François Pommeyrac et de sa femme Louise Pétiton, élève de Antoine-Jean Gros et de Lizinska de Mirbel, il est l'auteur de nombreux portraits sur ivoire dont ceux de Henry Scheffer, Paganini, Berlioz, Jean-Pierre Dantan ou encore Francis Wey.
Il reçoit en 1835 une médaille de 3e classe et en 1842 une médaille de 1re classe du Salon de Paris où il expose de 1835 à sa mort. Il est récompensé d'une médaille de vermeil au Salon de Bruxelles de 1848. Il est fait chevalier de la Légion d'honneur en 1852.

## Élève
- Gabrielle Debillemont-Chardon